# بونتوس فارنيرود
بونتوس فارنيرود (بالسويدية: Pontus Farnerud)‏ (مواليد 4 يونيو 1980) هو لاعب كرة قدم. يلعب مع منتخب السويد لكرة القدم. سبق له أن لعب في كأس العالم لكرة القدم مع منتخب بلاده.

## روابط خارجية
- بونتوس فارنيرود على موقع الاتحاد الأوربي (الإنجليزية)
- بونتوس فارنيرود على موقع اتحاد السويد (السويدية)
- بونتوس فارنيرود على موقع رابطة كرة القدم الفرنسية للمحترفين (الإنجليزية)
- بونتوس فارنيرود على موقع إي إس بي إن إف سي (الإنجليزية)
- بونتوس فارنيرود على موقع قاعدة بيانات كرة القدم.إي يو (الإنجليزية)
- بونتوس فارنيرود على موقع ليكيب (الفرنسية)
- بونتوس فارنيرود على موقع ناشيونال فوتبول تيمز (الإنجليزية)
- بونتوس فارنيرود على موقع Soccerbase.com (لاعب) (الإنجليزية)
- بونتوس فارنيرود على موقع Soccerway.com (الإنجليزية)
- بونتوس فارنيرود على موقع عالم كرة القدم.نت (الإنجليزية)